# Horochowatka
Horochowatka (ukr. Гороховатка) – wieś na Ukrainie, w obwodzie charkowskim, w rejonie iziumskim, w hromadzie Borowa. W 2001 liczyła 557 mieszkańców, wśród których 521 wskazało jako ojczysty język ukraiński, 34 rosyjski, 1 mołdawski, a 1 inny.